# San Agustín, Copán
San Agustín är en ort i Honduras.   Den ligger i departementet Departamento de Copán, i den västra delen av landet, 200 km väster om huvudstaden Tegucigalpa. San Agustín ligger 1 221 meter över havet och antalet invånare är 1 777.
Terrängen runt San Agustín är kuperad åt sydost, men åt nordväst är den bergig. Runt San Agustín är det ganska glesbefolkat, med 47 invånare per kvadratkilometer. Närmaste större samhälle är Santa Rosa de Copán, 17,4 km öster om San Agustín. 